# Călărețul fără cap (film din 1973)
Călărețul fără cap (titlul original: în rusă Всадник без головы, transliterat: Vsadnik bez golovî) este un film de aventuri coproducție sovieto-cubaneză, realizat în 1973 de regizorul Vladimir Vainștok, după romanul omonim a scriitorului Thomas Mayne Reid, protagoniști fiind actorii Liudmila Saveleva, Oleg Vidov, Eslinda Núñez și Alejandro Lugo.

## Rezumat
Acțiunea filmului are loc în Texas, secolul al XIX-lea, la scurt timp după războiul civil. În statul Lone Star, jefuitorii comanași fac parte din pericolele de zi cu zi. Recent mutată Louise Pointdexter atrage curtoazia a doi bărbați: unul este arogantul și răzbunătorul Cassius Calhoun iar celălalt îndrăznețul, dar săracul cowboy Maurice Gerald. Calhoun tocmai intenționează să-și elimine rivalul atunci când fratele tânăr al Louisei este ucis. 
Toate probele arată că Gerald ar fi criminalul. Printre altele există și un raport despre apariția unui bărbat misterios pe plantațiile Pointdexter,  un călăreț fără cap. După multe evenimente stranii și confuze, enigma acestui călăreț cât și asasinarea lui Henry Pointdexter poate fi elucidată.

## Distribuție
- Oleg Vidov – Maurice Gerald
- Liudmila Savelieva – Louise Pointdexter
- Eslinda Núñez – Isidora Covarubio
- Enriques Santiesteban – Miguel Diaz
- Alejandro Lugo – Woodley Pointdexter
- Aarne Iukskiula – Cassius Calhoun
- Ivan Petrov – Zeb Stump
- Rolando Dias Reyes – maiorul
- Aleksandr Milokostîi – Henry Pointdexter
- Platon Leslie – Pluton
- Alfonso Godinez – judecătorul

## Lansare
A fost lansat în anul 1973 și a avut parte de un mare succes comercial, fiind vizionat de 68,6 milioane de spectatori în cinematografele din Uniunea Sovietică, ceea ce-l plasează pe locul 7 între cele mai vizionate filme sovietice pe parcursul unui an.